# Distretto di Horodnja
Il distretto di Horodnja (in ucraino Городнянський район?) era un distretto (rajon) dell'Ucraina, situato nell'oblast' di Černihiv. Il suo capoluogo era Horodnja.
È stato soppresso con la riforma amministrativa del 2020.